# Copelatus bechynei
Copelatus bechynei är en skalbaggsart som beskrevs av Guignot 1953. Copelatus bechynei ingår i släktet Copelatus och familjen dykare. Inga underarter finns listade i Catalogue of Life.